# Flashdance
A Flashdance  amerikai, zenés,  romantikus film, ami 1983 áprilisában debütált. Az 1980-as évek elejének egyik legsikeresebb filmje. A Flashdance volt az első film, amelyen Don Simpson és Jerry Bruckheimer producerek együtt dolgoztak. Videóklip-szerű jelenetei több 80-as évekbeli filmre is hatással voltak, többek közt a Halálos fegyverre, Simpson és Bruckheimer leghíresebb filmjére. A Flashdance kedvezőtlen kritikákat kapott ugyan, de 1983 hatodik legnagyobb bevételt hozó filmje lett az Egyesült Államokban. Leginkább Oscar-díjas betétdaláról, a Flashdance… What a Feelingről ismert, melyet Irene Cara adott elő.

## Szereplők
| Szerep                   | Színész          | Magyar hangja (1. szinkron, 1984) | Magyar hangja (2. szinkron, 2008) |
| ------------------------ | ---------------- | --------------------------------- | --------------------------------- |
| Alexandra „Alex” Owens   | Jennifer Beals   | Kisfalvi Krisztina                | Ruttkay Laura                     |
| Nick Hurley, Alex főnöke | Michael Nouri    | Laklóth Aladár                    | Kautzky Armand                    |
| Hanna Long               | Lilia Skala      | Feleki Sári                       | Kassai Ilona                      |
| Katie Hurley             | Belinda Bauer    | Bajza Viktória                    | (n. a.)                           |
| Cecil                    | Malcolm Danare   | (n. a.)                           | (n. a.)                           |
| Jeanie Szabo             | Sunny Johnson    | Hüse Mariann                      | Böhm Anita                        |
| Richie                   | Kyle T. Heffner  | Kerekes József                    | Fesztbaum Béla                    |
| Johnny C.                | Lee Ving         | Szűcs Sándor                      | Láng Balázs                       |
| Jake Mawby               | Ron Karabatsos   | Gyürki István                     | Várday Zoltán                     |
| Frank Szabo              | Philip Bruns     | Juhász Tóth Frigyes               | Balázsi Gyula                     |
| Rosemary Szabo           | Micole Mercurio  | (n. a.)                           | (n. a.)                           |
| Titkárnő                 | Lucy Lee Flippin | Papp Ági                          | Árkosi Kati                       |
| Pete                     | Don Brockett     | Kárpáti Tibor                     | (n. a.)                           |
| Tina Tech                | Cynthia Rhodes   | Kiss Virág                        | (n. a.)                           |
| Heels                    | Durga McBroom    | (n. a.)                           | (n. a.)                           |
| Margo                    | Stacey Pickren   | (n. a.)                           | Németh Kriszta                    |
| Sunny                    | Liz Sagal        | (n. a.)                           | (n. a.)                           |
| Normski                  | Norman Scott     | (n. a.)                           | (n. a.)                           |
| Pap                      | Bob Harks        | Juhász Tóth Frigyes               | (n. a.)                           |

További magyar hangok: Csere Ágnes és Florosz Zoi.

## Filmzene
1. Laura Branigan – „Imagination”
2. Irene Cara – „Flashdance… What a Feeling”
3. Kim Carnes – „I’ll Be Here Where the Heart Is”
4. Cycle V – „Seduce Me Tonight”
5. Joe Esposito – „Lady, Lady, Lady”
6. Karen Ichiuji-Ramone – „Manhunt”
7. Helen St. John – „Love Theme From Flashdance”
8. Michael Sembello – „Maniac”
9. Shandi Sinnamon – „He’s a Dream”
10. Donna Summer – „Romeo”
11. Jimmy Castor & The Jimmy Castor Bunch – „It’s Just Begun”
12. Laura Branigan – „Gloria”
13. Joan Jett & The Blackhearts – „I Love Rock ’n Roll”
14. „Prélude à l’Après-midi d’un Faune”
15. „The Nearness of You”
16. „Resolution”
17. The London Symphony Orchestra – „Adagio for Strings”
18. Carmen, 2. felvonás: „Garde montant”

## Díjak, jelölések
| Év   | Díj                           | Kategória                                 | Jelölt | Eredmény |
| ---- | ----------------------------- | ----------------------------------------- | --- | -------- |
| 2007 | Satellite Award               | A legjobb DVD-extrák                      | | Jelölve  |
| 1984 | Oscar-díj                     | Legjobb zene, betétdal                    | Giorgio Moroder Keith Forsey Irene Cara Flashdance...What a Feeling | Elnyerte |
| 1984 | Oscar-díj                     | Legjobb operatőr                          | Donald Peterman | Jelölve  |
| 1984 | Oscar-díj                     | Legjobb vágás                             | Bud S. Smith Walt Mulconery | Jelölve  |
| 1984 | Oscar-díj                     | Legjobb zene, betétdal                    | Michael Sembello Dennis Matkosky Maniac | Jelölve  |
| 1984 | Eddie                         | Legjobb játékfilm                         | Bud S. Smith Walt Mulconery | Jelölve  |
| 1984 | Award of the Japanese Academy | Legjobb idegen nyelvű film                | | Jelölve  |
| 1984 | BAFTA-díj                     | Legjobb vágás                             | Bud S. Smith Walt Mulconery | Elnyerte |
| 1984 | BAFTA-díj                     | Legjobb betétdal                          | Giorgio Moroder Keith Forsey Irene Cara Flashdance...What a Feeling | Jelölve  |
| 1984 | BAFTA-díj                     | Legjobb filmzene                          | Giorgio Moroder | Jelölve  |
| 1984 | BAFTA-díj                     | Legjobb hang                              | James E. Webb Robert Knudson Robert Glass Don Digirolamo | Jelölve  |
| 1984 | Blue Ribbon Awards            | Legjobb idegen nyelvű film                | Adrian Lyne | Elnyerte |
| 1984 | Golden Globe-díj              | Legjobb eredeti filmzene                  | Giorgio Moroder | Elnyerte |
| 1984 | Golden Globe-díj              | Legjobb eredeti dal                       | Giorgio Moroder Keith Forsey Irene Cara Flashdance...What a Feeling | Elnyerte |
| 1984 | Golden Globe-díj              | Legjobb film – vígjáték / musical         | | Jelölve  |
| 1984 | Golden Globe-díj              | Legjobb eredeti dal                       | Dennis Matkosky Michael Sembello "Maniac" | Jelölve  |
| 1984 | Golden Globe-díj              | Legjobb női alakítás – vígjáték / musical | Jennifer Beals | Jelölve  |
| 1984 | Golden Screen                 |                                           | UIP | Elnyerte |
| 1984 | Grammy-díj                    | Legjobb eredeti filmzene album            | Giorgio Moroder Keith Forsey Irene Cara Shandi Sinnamon Ronald Magness Doug Cotler Richard Gilbert Michael Boddicker Jerry Hey Phil Ramone Michael Sembello Kim Carnes Duane Hitchings Craig Krampf Dennis Matkosky | Elnyerte |
| 1984 | Image Award                   | Kiemelkedő női főszereplő                 | Jennifer Beals | Elnyerte |
| 1984 | NMPA Award                    | Legjobb dal                               | Irene Cara Flashdance...What a Feeling | Elnyerte |
| 1984 | People's Choice Award         | Kedvenc főcímdal / dal – Film             | Flashdance...What a Feeling | Elnyerte |
| 1984 | Razzie Award                  | Legrosszabb forgatókönyv                  | Thomas Hedley Jr. Joe Eszterhas | Jelölve  |
| 1983 | Hochi Film Award              | Legjobb idegen nyelvű film                | Adrian Lyne | Elnyerte |